# Прво певачко друштво у Лесковцу
Прво певачко друштво у Лесковцу основано је 1886. године.

## Историја
Године 1886. неколико љубитеља песама покренуло је идеју о оснивању певачког друштва у Лесковцу. Оснивачи овог друштва одржали су први свој приватни састанак 2. новембра 1886. године и том приликом замолили су господина Милана Татића, предавача Лесковачке гимназије да се прими обучавања хора. Господин Татић прихватио се задатка, али уз услов да се потенцијални певачи упознају са нотама.
Међу оснивачима није било ниједног рођеног Лесковчанина, већ су то били државни чиновцни из разних крајева Србије. Први Лесковчанин ушао је у ово друштво тек после три године.
Певачку дружину чинили су учитељ, пчелар, шеф железничке станице, шеф поште и телеграма, порески надзорник и други.
На дан 5. новембра исте године почео је теоријски рад који је до 20. истог месеца завршен. Како је већина ових људи већ певала по разним певачким удружењима раније, није било чудно што су већ до 24. децембра спремили "Корнелијеву литургију" који су певали за први дан Божића у лесковачкој Саборној цркви. Друштво је добило име "Бранко" у знак сећања на песника Бранка Радичевића.